# Constellation Brands
Constellation Brands est une entreprise fondée en 1945 et basée à Fairport, dans l'État de New York, spécialisée dans la production et la distribution de boissons alcoolisées.

## Histoire
Le 12 novembre 2007, le groupe a annoncé le rachat des opérations viti-vinicoles de Fortune Brands pour une somme de 885 millions de dollars. Le portefeuille inclut les vins Clos du Bois, mais aussi les marques Geyser Peak, Wild Horse, Buena Vista Carneros, Jake's Fault, J. Garcia, Canyon Road Wines, Haywood et Gary Farrell, représentant des ventes annuelles de l'ordre de 2,6 millions de caisses par an.
En 2012, dans le cadre de l'acquisition de Grupo Modelo par Anheuser-Busch InBev, Constellation Brands acquiert pour 1,85 milliard de dollars la participation de 50 % qu'il ne détenait pas dans les activités de distributions Grupo Modelo aux États-Unis, qui étaient possédées par ce dernier,.
En novembre 2015, Constellation Brands acquiert Ballast Point Brewing & Spirits, une entreprise américaine de micro-brasserie qui produit notamment les bières Sculpin IPA et Grapefruit Sculpin IPA.
En octobre 2016, Constellation Brands annonce la vente de ses activités viticoles au Canada au Régime de retraite des enseignantes et des enseignants de l'Ontario pour environ 1 milliard de dollars canadien.
En avril 2019, Constellation Brands annonce la vente d'une partie de ses activités viticoles à bas prix, pour 1,7 milliard de dollars à E & J Gallo Winery. Après recevoir des avis des autorités de la concurrence, cette opération exclut certaines marques initialement vendues, et retombe à un prix de 1,1 milliard de dollars.

## Actionnaires
Liste des principaux actionnaires au 16 février 2022 :
| Actionnaire                                     | %      |
| ----------------------------------------------- | ------ |
| The Vanguard Group                              | 7,48 % |
| Capital Research & Management                   | 5,37 % |
| SSgA Funds Management                           | 4,32 % |
| Capital Research & Management (World Investors) | 4,16 % |
| Scout Capital Management                        | 4,16 % |
| Wellington Management                           | 3,85 % |
| Abigail J. Bennett                              | 3,34 % |
| en:Lone Pine Capital                            | 3,00 % |
| Artisan Partners                                | 2,67 % |
| Systematic Financial Management                 | 2,55 % |

## Activités et marques
Elle est en 2012, le troisième fabricants de vin des États-Unis en volume. Son portefeuille inclut plus de 200 marques, parmi lesquelles des vins, regroupés dans la filiale Constellation Wines, et des bières importées et différentes eaux-de-vie, au sein de Constellation Beers & Spirits.
Le groupe détient notamment les marques Corona Extra, la bière St. Pauli Girl, le gin Skol, le whisky canadien Black Velvet et la vodka Fleischmann's, ainsi que les vins Robert Mondavi, Ravenswood, Simi et Inglenook.